# Flight (Grey's Anatomy)
"Flight" é o vigésimo quarto e o último episódio da oitava temporada da série de televisão médica Grey's Anatomy. Foi escrito pela criadora do programa Shonda Rhimes e dirigido por Rob Corn. O episódio foi originalmente exibido nos Estados Unidos pela American Broadcasting Company (ABC) em 17 de maio de 2012. Na trama, seis médicos do Seattle Grace Mercy West Hospital, dos quais foram vítimas de um acidente aéreo lutam para continuarem vivos, porém a Dra. Lexie Grey (Chyler Leigh) morre momentos após o desastre. Demais histórias ocorrem em Seattle: o Dr. Richard Webber (James Pickens, Jr.) planeja seu jantar anual com os residentes; o Dr. Owen Hunt (Kevin McKidd) demite a Dra. Teddy Altman (Kim Raver); e a Dra. Miranda Bailey (Chandra Wilson) fica noiva.
O episódio marca a última aparição de Leigh e Raver na série. As filmagens do acidente aéreo ocorreram em Big Bear Lake, Califórnia. Jason George reprisou seu papel como artista convidado, enquanto que James LeGros fez a sua primeira participação. "Flight" recebeu revisões mistas da mídia especializada, com alguns criticando a morte da Lexie, apesar de elogiarem a performance de Leigh, assim como a de Ellen Pompeo (Dr. Meredith Grey) e Eric Dane (Dr. Mark Sloan). O episódio rendeu a Rhimes uma indicação ao NAACP Image Award e foi nomeado em diversas categorias da premiação de finais de temporada da Entertainment Weekly. Após a sua exibição inicial, o episódio foi assistido por 11,44 milhões de telespectadores e recebeu uma avaliação de 4,1/11 pela Nielsen Ratings, na chave demográfica para adultos com idades entre 18 e 49 anos.

## Produção e desenvolvimento
"Foi tão difícil. Foi fisicamente e emocionalmente desafiador, porque você está constantemente em altos riscos extremamente. A fisicalidade para Cristina, ela tinha que fazer um monte de coisas com um braço, e eu tinha que fazer um monte de coisas com um sapato. Você está correndo em volta da montanha com um sapato e um braço, basicamente, e fazendo as coisas dessa maneira. E, assim, nós temos este momento de lazer nos palcos e no hospital. Mas estar a céu aberto na lateral de uma montanha foi emocionante; você não pode com o local de trabalho. Eu fiz muito pouco trabalho em tela verde, mas é apenas um estraga prazeres. Eu não me importo o quanto você sopra aquele ventilador no meu rosto, não há um helicóptero vindo em minha direção. É muito difícil de fabricar a realidade clara do que é, mas quando você está em uma montanha e você está congelando, você está congelando."

— As impressões de Sandra Oh em gravar nas montanhas.
"Flight" foi escrito por Shonda Rhimes, criadora da série, e dirigido por Rob Corn. A música "Featherstone", da banda The Paper Kites, foi executada durante este episódio. As filmagens do desastre aéreo ocorreram em Big Bear Lake, Califórnia, um local utilizado anteriormente na sétima temporada como cenário para a viagem de pesca de Yang e Shepherd. Leigh comentou sobre as condições das gravações: "Iria chover e fazer sol e calor. Eu nunca morri antes [diante das câmeras]. Soa engraçado dizer isso. Acho que todo mundo tem uma fonte emocional e isso aconteceu de ser um momento em que eu estava focada. Todos estavam bem confortáveis — a equipe, o elenco. E eu optei por ficar debaixo [dos destroços] na maior parte dos dois dias, ao invés de tentar ficar entrando e saindo."
Em relação ao episódio, Rhimes comentou, antes da transmissão original, que foi difícil de escrevê-lo, principalmente por causa da morte de uma personagem principal. Ela comparou-o com o fato de roteirizar o final da sexta temporada, explicando que o este citado foi "mais doloroso" para elaborar. Depois que o episódio foi exibido, a criadora da série repetiu em uma postagem no Twitter que foi difícil para ela redigi-lo, acrescentando: "Eu não gostei. Isto me deixou doente e me entristeceu." Shonda também esclareceu a saída de Chyler Leigh, cuja personagem morreu devido ao acidente aéreo, afirmando que as duas chegaram a um acordo de matar Lexie, sua personagem, após um longo debate. Em resposta sobre a partida de Kim Raver, cuja personagem abandonou o Hospital Seattle Grace Mercy West pela MEDCOM, a roteirista relatou que foi oferecido a ela uma renovação de contrato, porém ela recusou.

## Enredo

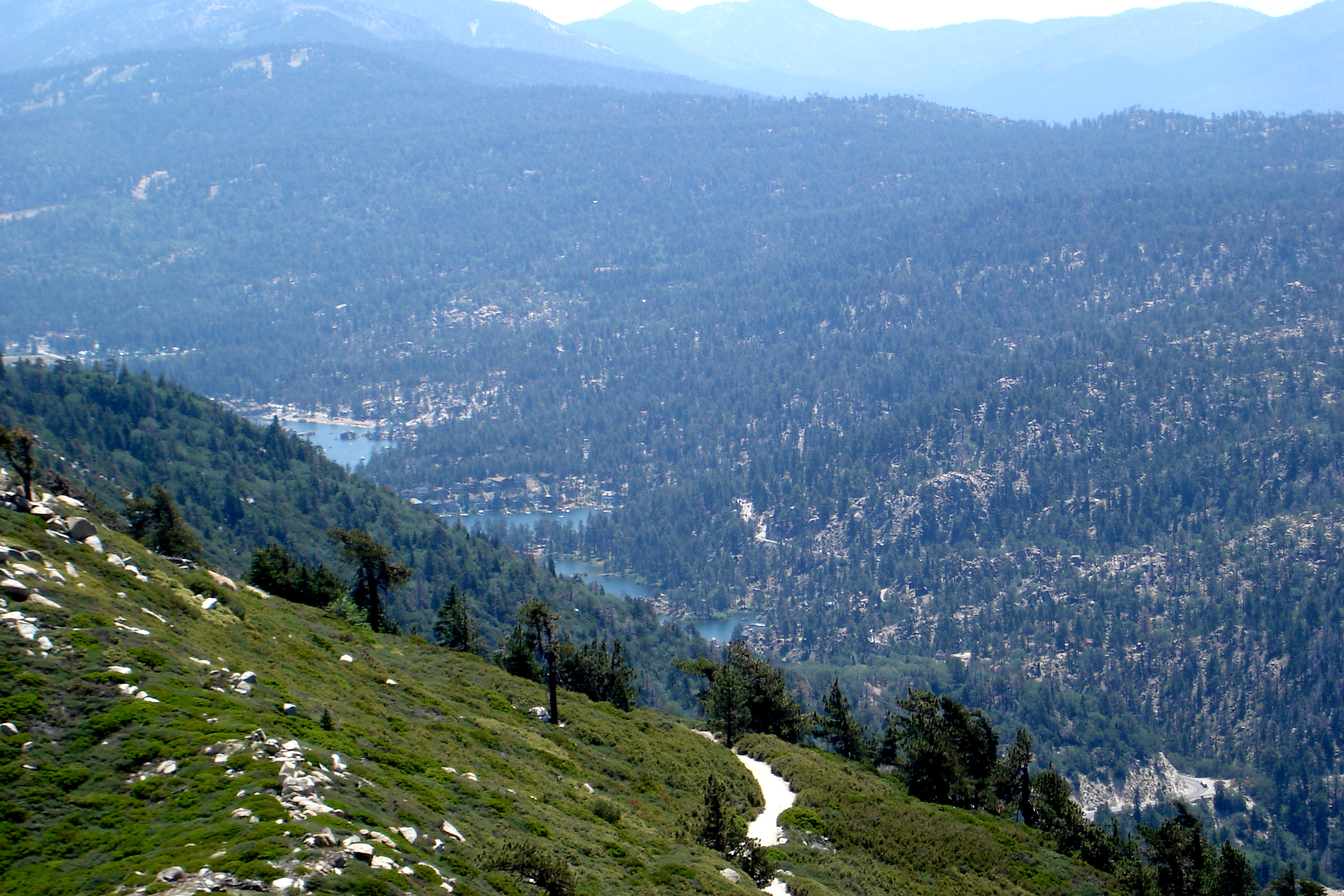
As filmagens do desastre aéreo de "Flight" ocorreram em Big Bear Lake, Califórnia.

Após o seu avião cair na floresta, os doutores médicos Meredith Grey (Ellen Pompeo), Lexie Grey (Chyler Leigh), Cristina Yang (Sandra Oh), Arizona Robbins (Jessica Capshaw), Derek Shepherd (Patrick Dempsey), e Mark Sloan (Eric Dane) lutam desesperadamente para continuarem vivos. Meredith está relativamente incólume, enquanto o restante tem ferimentos graves: o piloto, Jerry (James LeGros), apresenta uma grande lesão na coluna, e Yang deslocou o braço. O osso da perna esquerda de Arizona está quebrado e atravessou a sua pele, Mark tem sérias lesões internas; apesar de inicialmente a adrenalina o manter de pé. Derek é sugado para fora do avião e desperta sozinho na floresta; sua mão mutilada foi empurrada pela porta do avião. No entanto, nenhum deles está em um estado tão crítico quanto Lexie, que teve seus membros inferiores esmagados pela parte traseira do dirigível. Enquanto Meredith procura por Derek, Christina e Mark tentam mover os destroços de cima de Lexie. Por fim, os dois percebem que não podem salvá-la, então Sloan segura sua mão à medida em que ela morre, revelando-lhe que a ama. Enquanto Sloan diz a ela que os dois foram destinados a ficar juntos, Lexie morre com um sorriso no rosto, quando Meredith e Cristina se aproximam do local.
A morte de Lexie devasta Meredith, que continua procurando desesperadamente por seu marido, juntamente com Yang. Finalmente, ela e Derek se encontram e elas tentam conter o ferimento de sua mão da melhor maneira possível. Enquanto isso, no Hospital Seattle Grace Mercy West, ninguém está ciente do que aconteceu com os outros médicos. O Dr. Richard Webber (James Pickens, Jr.) planeja seu jantar anual de partida dos residentes, o qual o Dr. Alex Karev (Justin Chambers), o Dr. Jackson Avery (Jesse Williams), e a Dra. April Kepner (Sarah Drew) estão temendo. Avery escolhe aceitar uma oferta de emprego no Tulane Medical Center, e ele e April têm um momento no vestiário. O Dr. Ben Warren (Jason George) e a Dra. Miranda Bailey (Chandra Wilson) decidem se casar, apesar de Ben iniciar seu internato cirúrgico em Los Angeles. Depois de saber que a Dra. Teddy Altman (Kim Raver) recusou um cargo de chefe da United States Army Medical Command (MEDCOM) por lealdade a Seattle, o Dr. Owen Hunt (Kevin McKidd), o chefe de cirurgia, demite-a para liberá-la do hospital onde seu marido morreu. À medida que o episódio termina, Hunt atende suas mensagens de voz e descobre que a equipe de cirurgiões nunca posou em Boise. Os residentes, finalmente entusiasmados por celebrarem o jantar de Webber, ficam à espera de seus amigos perdidos. Os demais sobreviventes do desastre ficam lutando para permanecerem acordados enquanto seu último fósforo apaga. No monólogo de encerramento, Meredith repete o início do discurso que Webber fez no episódio piloto da série.

## Transmissão e repercussão

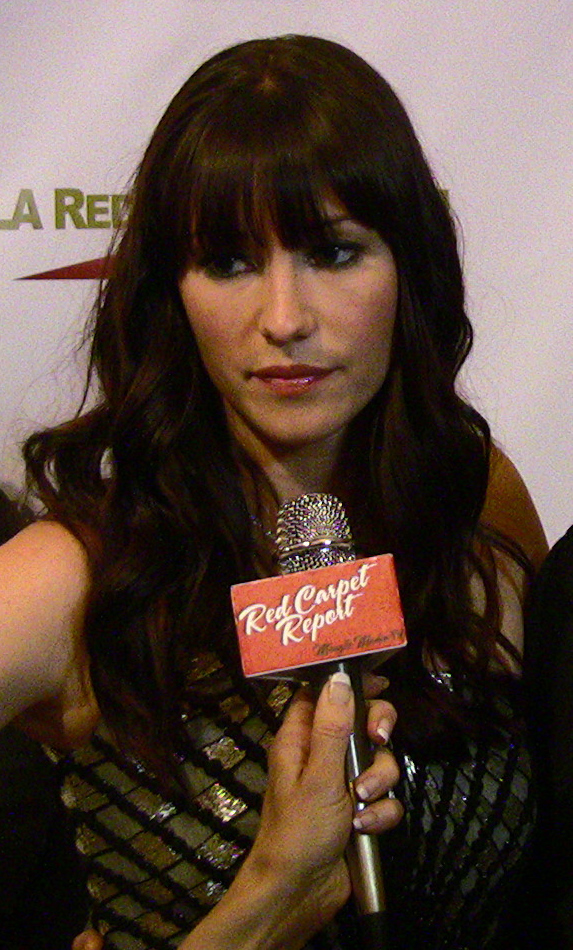
A atuação de Chyler Leigh foi analisada pelos críticos como "fenomenal".

### Audiência
"Flight" foi originalmente exibido nos Estados Unidos pela American Broadcasting Company (ABC) em 17 de maio de 2012. O episódio foi assistido em 11,4 milhões de agregados familiares, um aumento de 16,5% (1.620.000) em relação a transmissão anterior "Migration", que rendeu 9,82 milhões de telespectadores. Em termos de audiência, "Flight" ficou em quarto lugar na noite de exibição, atrás dos finais de temporada do American Idol da Fox, e o de Person of Interest e The Mentalist da CBS. Comparado aos finais de temporada anteriores de Grey's Anatomy, o episódio foi o segundo final menos visto do programa, ficando atrás apenas do da sétima temporada, que foi assistido por 9,89 milhões de estadunidenses. O episódio não se classificou entre os três primeiros em audiência, mas a sua classificação de 4.1/11 feita pela Nielsen Ratings no perfil demográfico dos telespectadores entre os 18 aos 49 anos de idade ficou em primeiro lugar na faixa horário das 21 horas no lado Oeste dos EUA e no segundo posto durante a noite, sendo assim a série de drama número um dessa quinta-feira, tanto para a classificação como para a cota percentual desse perfil demográfico. Sua estimativa perdeu para a do American Idol, mas venceu as de The Big Bang Theory, Person of Interest e The Mentalist da CBS. Além de sua notação estar no topo da tabela da noite, houve um aumento em relação ao episódio anterior, que acumulou uma classificação de 3.5/10 no perfil demográfico dos telespectadores entre as idades de 18 a 49. O episódio também mostrou um aumento nos índices em comparação com o final do ano anterior, que atingiu um ponto de 3.6/9 nas estatísticas.

### Análises da crítica
Tanya Lane, do portal Poptimal, declarou: "Uau... apenas uau. Grey's Anatomy conseguiu chocar mais uma vez com seu final de temporada." Embora ela apreciasse "o realismo e a autenticidade pelos quais a série é conhecida", ela achou que o episódio foi "quase demasiado" assim como foi "extremamente sangrento e difícil de assistir, inicialmente por causa das feridas terríveis", mas depois devido as "coisas pesadas e emocionais que ocorreram". Lane observou que Pompeo fez uma de suas melhores performances quando sua personagem descobre que sua irmã havia morrido. Ben Lee, do Digital Spy, descreveu as atuações de Leigh e Dane como "fenomenais" e acrescentou que, provavelmente, nunca viu um melhor desempenho de Dane. Ele também relatou que a cena compartilhada entre os dois atores foi "verdadeiramente tocante". Para o jornalista, a morte de Lexie parecia um final muito precoce. Quanto ao que estava acontecendo em Seattle Grace, ele publicou que foi "um pouco inútil" e "desinteressante", exceto pela saída de Altman, da qual ele considerou "o momento mais significativo no hospital". Tanner Stransky, da Entertainment Weekly comentou sobre a morte de Lexie: "Foi uma morte intensa. Digo, o quão terrível foi assistir a uma dos personagens de longa-data de Grey’s morrer tão rapidamente – e um pouco incerimoniosamente? Entendo que a Sra. Rhimes fez o que tinha que fazer – e todos os programas precisam ser abalados de vez em quando – mas eu não gosto do fato de que foi a Lexie que morreu. Poderia ter sido alguém menos importante de alguma forma? Eu acho que seria muito óbvio de ter sido a Kepner. E você provavelmente não mataria um galã como o Mark Sloan, certo?" Stransky também reclamou dos gritos de Robbins no início do episódio, porém apreciou a história de Bailey.
A revista Entertainment Weekly elaborou uma enquete para julgar todos os finais de temporada da televisão em 2012, a morte da Lexie foi eleita como o momento mais emocionante. enquanto que a perna ferida de Robbins e a mão mutilada de Shepherd foram consideradas como as imagens mais perturbadoras do ano. O episódio foi considerado como o melhor final para uma temporada dessemelhante. A morte de Lexie também foi indicada na categoria de melhor morte presumida, enquanto que as consequências do acidente de avião foi indicada a "melhor Cliffhanger não-romântico", e o episódio em si foi nomeado para um prêmio especial chamado: "Maior Arrependimento Eu Não Ter Assistido Isso, Acabei de Ouvir ou Ler Sobre". O jornal também considerou a cena em que Meredith está chorando como uma das melhores cenas de choro de 2012. Na revisão de 2012 do TVLine, a morte de Lexie ficou em segundo lugar na categoria de momento mais dramático. O episódio rendeu a Shonda Rhimes uma indicação ao NAACP Image Award para "Melhor Roteiro em Série Dramática".